# گراویدا (فیلم)
گراویدا (ایتالیایی: Gradiva) یک فیلم درام ایتالیایی به کارگردانی جورجو آلبرتاتسی است که در سال ۱۹۷۰ منتشر شد.

## گزیدهٔ بازیگران
- لائورا آنتونلی
- جورجو آلبرتاتسی
- بیانکا توکافوندی
- پنی براون
- ریتا کالدرونی
- ماریلو تولو
- گیزلا هان